# 郡上八幡站
郡上八幡站（日语：／ Gujō-hachiman eki */?）是位於岐阜縣郡上市八幡町稻成，長良川鐵道的越美南線車站。車站編號是25。此站是郡上八幡地區的代表車站。此站是在越美南線主要車站。
在2015年（平成27年）3月，向文化審議會報告，把車站啟用當初已經建成的車站大樓中登錄成為有形文化財。
此站被選為中部車站百選之一。

## 歷史
- 1929年（昭和4年）12月8日 - 國鐵越美南線深戶站至此站之間開通，此站啟用[1]。為旅客和貨物車站。
- 1932年（昭和7年）7月9日 - 此站至美濃彌富站（現時：郡上大和站）之間開通[1]。
- 1974年（昭和49年）10月1日 - 結束貨物起卸業務[1]。
- 1986年（昭和61年）12月11日 - 國鐵越美南線由長良川鐵道接管，成為長良川鐵道車站[1]。
- 1993年（平成5年）12月11日 - 開設「故鄉之鐵道館」[3]。
- 2015年（平成27年）3月 - 車站大樓中登錄成為有形文化財[2]。
- 2017年（平成29年）4月28日 - 車站大樓進行翻新，恢複車站啟用當時的外觀[4]。

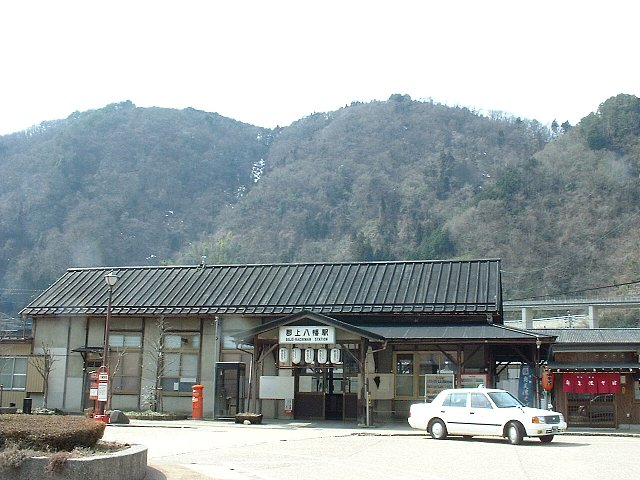
翻新前的車站大樓

## 車站構造
車站是一座地面車站，設有2面3線混合式月台。閘口內設有廁所。車站大樓位於單式月台側，兩月台之間設有跨線橋連接。
車站大樓在車站啟用當時已經存在，並且已經進行數次翻新。此站設有保管鐵路信號燈的房間。
車站大樓內設有「故鄉之鐵道館」，展示了越美南線中曾經實際使用的鐵路用品。車站大樓鄰接咖啡廳「紫陽之花」，在大樓翻新時咖啡廳會暫停營業。該處設有觀光詢問處和商店。

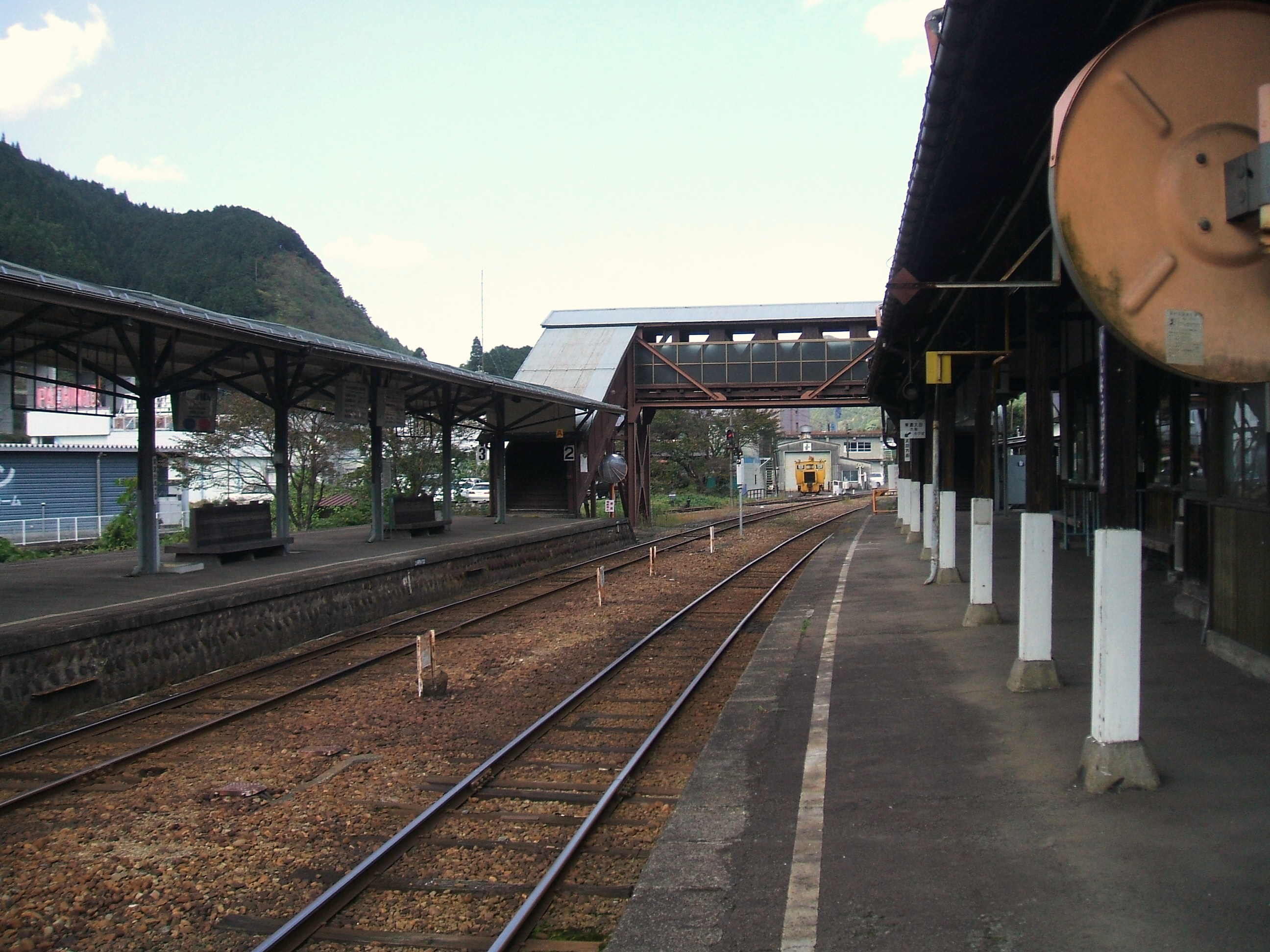
月台望向北濃方向

### 月台
| 月台 | 路線      | 方向                         |
| ---- | --------- | ---------------------------- |
| 1    | ■越美南線 | 美濃市、關、美濃太田方向     |
| 2    | ■越美南線 | 美濃白鳥、白鳥高原、北濃方向 |
| 3    | ■越美南線 | （後備月台）                 |

## 使用狀況
| 年度               | 1日平均 乘車人次 | 1日平均 乘車人次 |
| ------------------ | ---------------- | ---------------- |
| 2011年（平成23年） | 138              |                  |
| 2012年（平成24年） | 155              |                  |
| 2013年（平成25年） | 170              |                  |
| 2014年（平成26年） | 159              |                  |
| 2015年（平成27年） | 137              |                  |

## 車站周邊

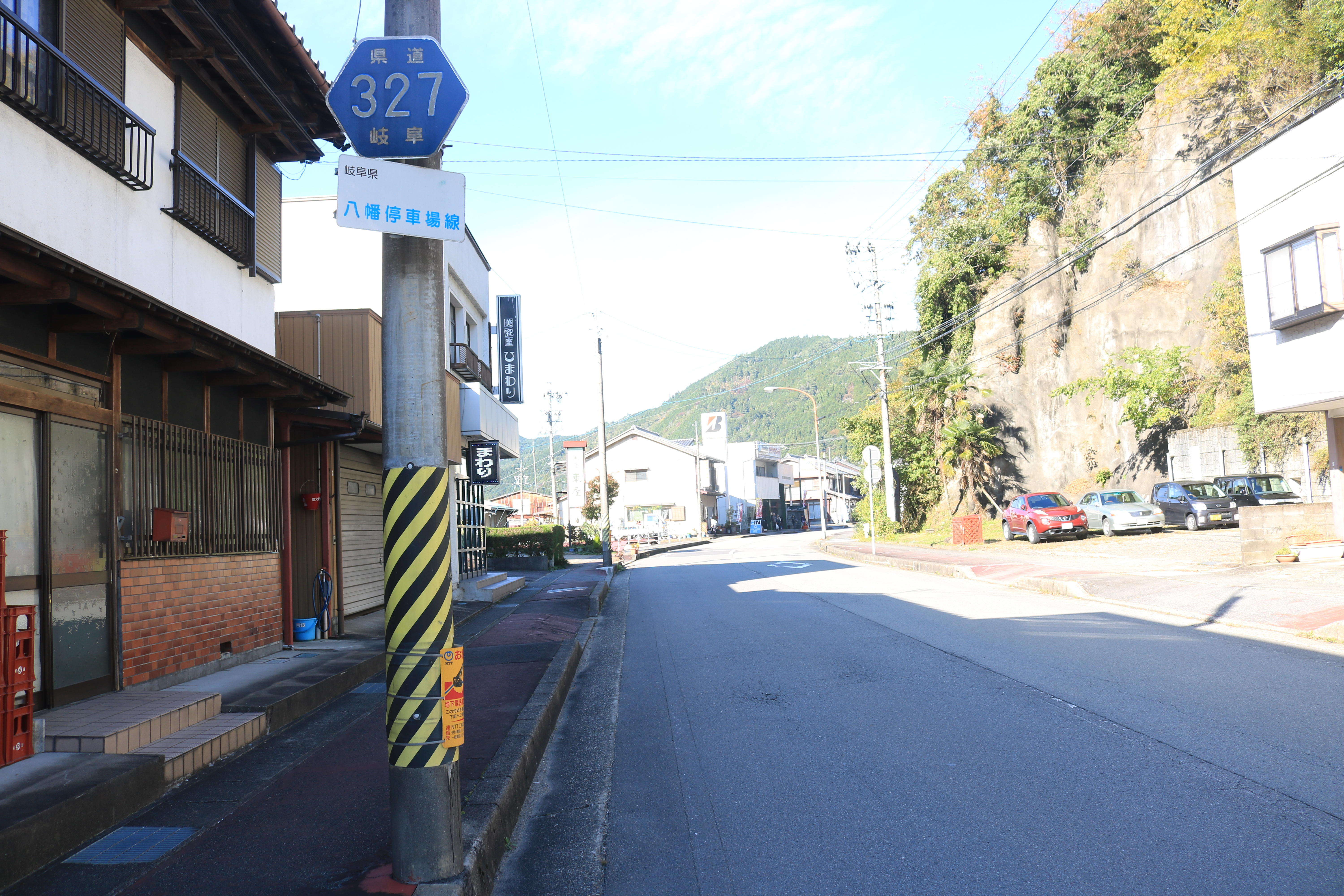
於車站東邊的岐阜縣道327號八幡停車場線（地址：郡上市八幡町城南町）

車站北邊設有吉田川和長良川。沿吉田川周邊都是郡上八幡市區。此站位於長良川旁，於市區南邊。從站前至市區設有社區巴士。
- 長良川
- 吉田川（日语：吉田川 (郡上市)）
- 郡上八幡地方合同廳舍
- 郡上市民醫院（日语：郡上市民病院）
- 郡上八幡民藝美術館
- 國道156號
- 國道256號（日语：国道256号）
- 岐阜縣道327號八幡停車場線（日语：岐阜県道327号八幡停車場線）
- 岩崎模型製造（食品模型最大型公司。該處設有食品模型創作館「Sample工房」。從車站向東步行20分鐘）
- 郡上八幡交匯處（日语：郡上八幡インターチェンジ） - 車站北方約1.8公里。該處設有郡上八幡巴士站。

## 巴士路線
郡上市自主運行巴士
- 相生線

白鳥交通
- 郡上八幡白鳥線
- 莊川白川鄉線
- 白鳥蛭野線
- 白鳥莊川線

八幡巴士
- 明寶線
- 和良線 （在和良診療所～祖師野上之間可轉乘「下呂巴士金山 東線」前往JR高山本線飛驒金山站。）
- 社區巴士 豆巴士

岐阜巴士
- 高速八幡線

## 相鄰車站
長良川鐵道
越美南線
相生（24）－郡上八幡（25）－自然園前（26）

## 注腳
1. 1 2 3 4 5  曾根悟（監修）. 朝日新聞出版分冊百科編集部（編集） , 编. . 週刊朝日百科. 26号 長良川鉄道・明知鉄道・樽見鉄道・三岐鉄道・伊勢鉄道. 朝日新聞出版. 2011-09-18: 10-11 （日语）.
2. 1 2 3  道永龍命(2015年3月14日). “文化審答申:国の文化財に登録 郡上・長瀧寺の2立像 瑞浪・丸形煙突と郡上八幡駅”. 毎日新聞 (毎日新聞社)
3. 1 2  . 交通新聞 (交通新聞社). 1993-11-13: 2 （日语）.
4. ↑  . 交通新聞 (交通新聞社). 2017-05-11 （日语）.

## 外部連結
- 郡上八幡站｜【官方網站】長良川鐵道株式會社 （页面存档备份，存于）（日語）
- 郡上八幡車站大樓咖啡廳 （页面存档备份，存于）（日語）
- 長良川鐵道郡上八幡車站本屋與上行月台 （页面存档备份，存于）（日語） - 文化遺產Online